# Bisfosfonat
Bisfosfonații sunt o clasă de medicamente care previn pierderea densității osoase, fiind astfel utilizate în tratamentul osteoporozei și al unor patologii similare. Sunt cele mai prescrise medicamente pentru tratamentul osteoporozei. Denumirea lor provine de la faptul că în structura lor se regăsesc două grupe fosfonat, PO(OH)
2.

## Utilizări medicale
Bisfosfonații sunt medicamente de primă intenție pentru tratamentul osteoporozei post-menopauză. De asemenea, mai sunt indicați în  osteitis deformans (Boala Paget a oaselor), în metastaze osoase (cu sau fără hipercalcemie), mielom multiplu și în fragilitate osoasă de cauze diverse.
În osteoporoză și în boala Paget, cele mai populare posibilități de tratament sunt alendronatul și risedronatul, iar în caz de lipsă de eficacitate sau reacții adverse gastrice, se poate utiliza pamidronat intravenos. Ranelatul de stronțiu sau teriparatida sunt agenți utilizați în cazuri refractare la tratament, însă ranelatul de stronțiu poate induce tromboembolism venos, embolism pulmonar și probleme cardiovasculare severe, precum infarct miocardic. La femeile aflate la post-menopauză, se utilizează ocazional raloxifen în locul bisfosfonaților. De asemenea, bisfosfonații sunt benefici în reducerea riscului de fracturi vertebrale în osteoporoza indusă de glucocorticoizi.

## Acțiune
Studiile au arătat faptul că tratamentul cu bisfosfonați duce la scăderea riscului de fracturi la femeile cu osteoporoză post-menopauză.
Țestul osos se află într-un proces continuu de remodelare, iar homeostazia acestuia este asigurată de echilibrul dintre osteoblaste (care biosintetizează țesut osos) și osteoclaste (care distrug țesutul osos). Bisfosfonații inhibă distrugerea osoasă prin creșterea fenomenelor de apoptoză în rândul osteoclastelor, încetinind resorbția osoasă.

## Clasificare

### Bisfosfonați fără azot
- Acid clodronic (clodronat)
- Acid etidronic (etidronat)
- Acid tiludronic (tiludronat)

### Bisfosfonați cu azot
- Acid alendronic (aledronat)
- Acid ibandronic (ibadronat)
- Acid neridronic (neridronat)
- Acid pamidronic (pamidronat)
- Acid risedronic (risedronat)
- Acid zoledronic (zoledronat)